# Guanellianie
Guanellianie, Zgromadzenie Sług Miłości – zgromadzenie zakonne założone przez św. Luigi Guanella w 1908 roku.
Obecnie Zgromadzenie jest obecne w 23 krajach na całym świecie: Włochy, Hiszpania, Szwajcaria, Rumunia, Niemcy, Polska, Argentyna, Brazylia, Chile, Paragwaj, Gwatemala, Kolumbia, Meksyk, USA, Filipiny, Indie, Wietnam, Izrael, Ghana, Nigeria, Kongo, Tanzania i Wyspy Salomona.

## Guanellianie w Polsce
Guanellianie są w Polsce od 2001 r., kiedy to otworzyli pierwszą wspólnotę zakonną w Krakowie.
22 października 2009 roku Ks. Kardynał Stanisław Dziwisz uroczyście poświęcił nowy dom zakonny połączony z rodzinnym domem dziecka w Skawinie koło Krakowa. Jest to jedyny dom zakonny Zgromadzenia Sług Miłości w Polsce.